# Квартал Луи
«Квартал Луи» — реабилитационный центр в Пензе, созданный по модели сопровождаемого проживания. На базе центра подготавливают молодых инвалидов, оставшихся без родительского попечения, к самостоятельной взрослой жизни. Включает три площадки проживания: «Дом на Берёзовском», «Дом Вероники» и «Новые Берега». Назван в честь джазового музыканта Луи Армстронга. Частичную оплату проживания в центре жильцы коммуны берут на себя.

## История
Центр открылся 1 ноября 2014 года в Берёзовском переулке в Пензе. Его основателем выступила региональная общественная организация «Благовест». Учредителями проекта стали победитель шоу «Минута славы» Даниил Анастасьин и президент организации инвалидов «Мы вместе», общественный деятель из Санкт-Петербурга Юрий Кузнецов. Минтруд России выделил на обустройство дома специальной техникой 400 тысяч рублей.
Здание центра освятил Митрополит Пензенский и Нижнеломовский Серафим.
Первыми жителями центра стали четыре инвалида — выпускники Нижнеломовского интерната и Сердобского дома ветеранов.
В декабре того же года по версии Теплицы социальных технологий центр был признан одним из лучших социальных проектов года, изменивших взгляд на гражданский активизм в России.
Изначально «Квартал Луи» возглавляла детский омбудсмен России Мария Львова-Белова. С весны 2023 года возглавила фонд и стала его исполнительным директором младшая сестра Марии Львовой-Беловой Софья Львова-Белова, в разное время в квартале работали все родственники Львовой-Беловой: отец, муж и братья.

## Финансирование
Квартал поддерживают представители власти и близкие к Кремлю предприниматели, так главными попечителями «Квартала Луи» является Фонд президентских грантов и РПЦ. По данным «Важных историй», из фонда президентских грантов проекты «Квартала Луи» получили 160 млн рублей, это второй по величине получатель грантов из категории соцзащиты с 2017 года.
С самых первых дней существования центра проживающие в нём люди берут на себя частичное покрытие расходов на содержание проекта, они отдавали 50 процентов своей пенсии (около 6 тысяч рублей). Так, от удержаний из пенсий подопечных, в 2023 году фонд получил чуть больше миллиона рублей из общей суммы в 125 млн. рублей.
Строительство «Новых берегов» обошлось более чем в 208 млн рублей, деньги жертвовали государство и бизнесмены, в том числе «Сбербанк», Роман Абрамович, Владимир Потанин, фонды Константина Малофеева и Геннадия Тимченко, а также за счёт президентских грантов.

## Деятельность центра
Центр получил своё название в честь легендарного джазового музыканта Луи Армстронга. В основе замысла кроется идея, что жизнь похожа на джаз, она состоит из импровизаций ограничениями.
Центр работает по формуле: проживание, обучение, труд. Проживающим в коммуне-общежитии предлагают индивидуальную карту развития, в зависимости от интересов, включающую получение образования и трудоустройство. Жильцов поселяют в «Квартале Луи» на 3-4 года, им предоставляют отдельные жилые комнаты, рабочие места. Как считают авторы проекта, по истечении срока из центра инвалиды выйдут уже адаптированными к реалиям жизни, смогут обеспечить себя работой и жильём.
В доме появилась своя лаборатория печати. Первыми на продажу жильцы коммуны выставили кружки с надписями и рисунками, которые они сами придумали. Затем планировалось открытие салона красоты, фотостудии, флористического магазина и специального кафе для инвалидов. Авторы проекта рассчитывали, что со временем инвалиды смогут таким образом полностью оплачивать проживание в доме и получить навыки создания собственного бизнеса. В 2014 году на содержание проживающих в центре инвалидов требовалось 65 тысяч рублей ежемесячно.

### Типография
Первое рабочее место для инвалидов нашлось в типографии благотворительного фонда «Благовест», созданной на основе «Типографии Тугушева», функционирующей в Пензе с 1998 г. Затем типографию организации объединили с типографией Пензенской и Нижнеломовской епархии, а производство перенесли в пустующее помещение епархиального управления.

## Критика
В 2023 году издание «Вёрстка» отмечало что после того как Львова-Белова перешла в федеральную политику, местные СМИ стали писать, что в «Квартал Луи» стало меняться отношение к подопечным. Так, на некоторых жильцов якобы оформлялись кредиты для оплаты расходов на их лечение, а другие умирали из-за отсутствия должного ухода, кроме того, постояльцев с тяжёлой формой инвалидности «прятали» от проверяющих органов.
В апреле 2024 года, на фоне российского вторжения на Украину, в совместном расследовании «Важных историй» и The Reckoning Project, отмечалось что Мария Львова-Белова и её сестра Софья Львова-Белова участвовала в принудительной депортации совершеннолетних людей, так они вывезли из оккупированной части Херсонской области, из Олешковского дома-интерната для людей с особенностями развития, как минимум четверых воспитанников против их воли. Воспитанников поместили в квартал «Новые берега», сделав их «визитной карточкой», при этом отмечалось что на Украине у них есть приёмные родители

### Общероссийские СМИ
- трёхминутный сюжет на 1 канале 11 января 2015, 21:26 Архивная копия от 20 сентября 2020 на Wayback Machine с полной расшифровкой в виде текста.
- Подробная статья на Коммерсанте от 16.03.2019 Архивная копия от 16 февраля 2020 на Wayback Machine.
- Вести — подробный трёхминутный репортаж 4 декабря 2019 Архивная копия от 28 октября 2020 на Wayback Machine.
- сайт Русская Планета — Они больше года будут жить на эмоциях. Алина Кулькова 7 ноября, 2014 Архивная копия от 18 мая 2015 на Wayback Machine

### Пензенские СМИ
- Сюжет на ГТРК «Пенза» Архивная копия от 18 мая 2015 на Wayback Machine
- Начали новую жизнь. Пензенская Правда Архивная копия от 18 мая 2015 на Wayback Machine
- Сюжет на ТРК «Экспресс» Архивная копия от 27 марта 2017 на Wayback Machine
- Удивительный квартал
- Кварталы без Луи